# Саратан (Республика Алтай)
Саратан — село в Улаганском районе Республики Алтай Российской Федерации. Административный и хозяйственный центр  Саратанского сельского поселения.

## География
Село находится  на правом берегу реки Башкаус.

## Топоним
Название произошло от тув. Сара — соловый (о масти животного) и тув. Адан — верблюд, буквально «соловый верблюд».

## Население
| 2010 | 2011 | 2012 | 2013 | 2014 | 2015 | 2016 |
| ---- | ---- | ---- | ---- | ---- | ---- | ---- |
| 738  | ↗739 | ↘732 | ↘731 | ↗746 | ↗764 | ↘749 |